# Anna av Tyrolen
Anna av Tyrolen (tyska: Anna von Tirol), född 4 oktober 1585 i Innsbruck i Österrike, död 14 december 1618 i Wien i Österrike, var en tysk-romersk kejsarinna genom giftermålet med kejsare Mattias. Hon hade inflytande över kejsaren och var känd för sitt engagemang för motreformationen.

## Biografi

### Tidigt liv
Hon var dotter till ärkehertig Ferdinand av Tyrolen och Anna Juliana Gonzaga. Anna tillbringade sin barndom vid hovet i Innsbruck, som under hennes föräldrar blev ett av renässanskulturens centra. Hon blev faderlös 1595. Hon bildades i musik och katolicism. Hon var en skicklig klaverspelare, och beskrivs som en musikälskare hela sitt liv. Hon gavs också en fanatiskt katolsk uppfostran av sin strängt katolska mor, som var känd för sin katolska fanatism. Hennes mor grundade 1606 ett kloster i Innsbruck, där både hon och hennes döttrar, bland dem Anna, blev leksystrar. 

### Giftermål
Anna mottog ett frieri 1603 från Sigismund III, kung av Polen, men hennes kusin kejsar Rudolf II vägrade ge sitt tillstånd, eftersom han själv ville gifta sig med henne. Hennes mor avböjde då alla andra anbud för kejsarens skull; Rudolf II ändrade dock åsikt och uppmanade sedan sin bror och tronföljare Mattias att gifta sig med Anna istället. Den 4 december 1611 ägde vigseln rum i Augustinerkyrkan i Wien. Hennes make var tronföljare till sin barnlöse bror kejsaren.

### Kejsarinna
Den 21 maj 1612 valdes Matteus till kung av Tyskland och kejsare av det heliga romerska riket. Anna kröntes till kejsarinna 24 juni 1612 i Frankfurt, den 25 mars 1613 till drottning av Ungern, och den 10 januari 1616 till drottning av Böhmen. Hennes kröningar var något anmärkningsvärt, eftersom ingen kejsarinna hade krönts sedan Eleonora av Portugal på 1400-talet. 
Kejsar Mattias, som var över femtio och hade efterträtt sin bror som avlidit barnlös, hade en desperat önskan om en tronarvinge. År 1615 ryktades Anna var gravid eftersom hon gått upp i vikt, men det visade sig helt enkelt handla om en viktökning, och paret fick inga barn. 
Anna kallades för den "godmodiga och kärleksfulla kejsarinnan" och ska ha haft samma inflytande över Mattias som tidigare utövats av hans mätress Susanna Wachter haft före henne, och deras samtida kallade dem för det "Arbetande paret" (tyska: Arbeitspaar). Paret flyttade huvudstaden och hovet från Prag till Wien, och lyckades göra det till ett centrum för europeisk kultur. 
Anna vägrade att kommunicera med protestanter och engagerade sig i den livliga motreformation som vid denna tid spred sig i Österrike, och gav sitt beskydd till kapucinermunkarna, som var drivande i denna rörelse. Liksom sin mor samlade hon reliker, främst reliker från de heliga asketerna. Utöver sina katolska intressen agerade hon också beskyddare för tyrolare. Hennes hängivenhet och insatser för katolicismen och motreformationen gjorde att påven Paul V tilldelade henne den gyllene rosen.

### Död
Anna avled i december 1618, 33 år gammal. I sitt testamente påbjöd hon iordningställandet av en krypta för sig och sin make i en kapucinerkyrka som skulle byggas i Wien, och sedan 1633 är Kaisergruft i Kapuzinerkirche den kejserliga begravningsplatsen.